# Parafia św. Stanisława w Nizinach
Parafia świętego Stanisława w Nizinach — parafia rzymskokatolicka, znajdująca się w diecezji kieleckiej, w dekanacie stopnickim.